# Хантингтон, Сэмюэл Филлипс
Сэ́мюэл Фи́ллипс Ха́нтингтон (англ. Samuel Phillips Huntington; 18 апреля 1927, Нью-Йорк, США — 24 декабря 2008, Мартас-Винъярд, Массачусетс, США) — американский социолог и политолог, автор концепции этнокультурного разделения цивилизаций, обнародованной им в статье «Столкновение цивилизаций?» (The Clash of Civilizations?), опубликованной в 1993 году в журнале «Foreign Affairs», а затем в 1996 году в книге «Столкновение цивилизаций».

## Биография
Получил высшее образование в Йельском университете, в 1948 году — степень магистра в Чикагском университете, защитил докторскую диссертацию в Гарвардском университете, где и преподавал до конца жизни. В начале научной карьеры получил известность, прежде всего, как исследователь гражданского контроля над вооружёнными силами и теории модернизации. Основатель и главный редактор журнала Foreign Policy.
В 1973 году работал заместителем директора Центра международных отношений; в 1977—1978 годах — координатором отдела планирования в Совете национальной безопасности США; в 1978—1989 годах — директором Центра международных отношений.
Показателем высокого авторитета Хантингтона среди американских политологов является избрание его в 1984—1985 годах вице-президентом, а в 1986—1987 годах — президентом Американской Ассоциации политических наук.

## Основные работы и воззрения
Хантингтон — автор многочисленных работ в области политической модернизации, международных отношений, теории демократии и иммиграции. Среди них следует выделить:
- «Солдат и государство: теория и политика гражданско-военных отношений» (1957);
- «Политический порядок в изменяющихся обществах» (1968);
- «Кризис демократии. Отчёт для Трёхсторонней комиссии об управляемости демократических систем» (1975);
- «Третья волна: Демократизация в конце XX столетия» (1991);
- «Столкновение цивилизаций» (1993);
- «Кто мы? Вызовы американской национальной идентичности» (2004).

Большую известность получила созданная Хантингтоном концепция «столкновения цивилизаций», описывающая динамику современных международных отношений сквозь призму конфликтов на цивилизационной основе. По его мнению, единственное реальное различие, оставшееся между народами после завершения холодной войны, — культурная принадлежность. Хантингтон высказал мнение о неизбежности в недалёком будущем противостояния между исламским и западным мирами, которое будет напоминать советско-американское противоборство во времена холодной войны. Эти его построения приобрели особую популярность на Западе после трагических событий 11 сентября 2001 г.
Другая известная теоретическая разработка Хантингтона — концепция «волн демократизации».

## Критика
Доктор политических наук В. С. Малахов называет статью «Столкновение цивилизаций?» «гротескным примером риторики идентичности, систематически продуцируемой культурцентризмом». Малахов пишет, что Хантингтон не учитывает социально-экономический фактор, пытаясь свести всё к «культурным различиям», и упрощает политическую картину мира, деля его на «добрую» (западную) и «злую» (не-западную, прежде всего исламскую) половины. В концепцию Хантигтона при этом не укладывается противостояние между Ираком и Ираном или между Египтом и Сирией (как мусульманские страны они должны по Хантингтону демонстрировать единство). Успех концепции Хантингтона, согласно Малахову, объясняется тем, что она возвращает Западу идентичность.
По данным этнолога В. А. Шнирельмана, цивилизационная теория Хантингтона не поддерживается и опровергается в западной академической литературе, хотя распространена в общественном дискурсе[уточнить].

## Научные труды
- The Soldier and the State: The Theory and Politics of Civil-Military Relations (1957)
- The Common Defense: Strategic Programs in National Politics (1961)
- Political Order in Changing Societies (1968)
- The Crisis of Democracy. Report on the Governability of Democracies to the Trilateral Commission (1975)
- American Politics: The Promise of Disharmony (1981)
- The Third Wave: Democratization in the Late Twentieth Century (1991)
- The Clash of Civilizations and the Remaking of World Order (1996)
- Who Are We? The Challenges to America’s National Identity (2004)

### Переводы на русском языке
- Хантингтон С. Культура имеет значение : Каким образом ценности способствуют общественному прогрессу = Culture Matters — How Values Shape Human Progress / под ред. Л. Харрисона и С. Хантингтона. — М.: Московская школа политических исследований, 2002. — 320 с. — ISBN 5-93895-037-6.
- Хантингтон С. Третья волна. Демократизация в конце XX века. — М.: РОССПЭН, 2003.
- Хантингтон С. Столкновение цивилизаций. — М.: АСТ, 2003. — ISBN 5-17-007923-0.
  - Хантингтон С. Столкновение цивилизаций / Самюэль Хантингтон; [пер. с англ. Т. Велимеева]. — М.: Издательство АСТ, 2022. — 640 с. — (Эксклюзивная классика). — ISBN 978-5-17-096332-4.
- Хантингтон С. Политический порядок в меняющихся обществах. — М.: Прогресс-Традиция, 2004. — ISBN 5-89826-194-X.
- Бергер П., Хантингтон С. Многоликая глобализация: Культурное разнообразие в современном мире / пер. с англ. В. В. Сапова. — М.: Аспект Пресс, 2004. — 379 с. — ISBN 978-5-7567-0320-7.
- Хантингтон С. Кто мы? Вызовы американской национальной идентичности. — М.: АСТ, 2008. — ISBN 978-5-17-051209-6, ISBN 978-5-9713-8992-7.